# Ileana Ongar
Ileana Ongar (Alessandria d'Egitto, 24 dicembre 1950) è un'ex ostacolista italiana, 8ª nei 100 metri ostacoli ai Giochi di Montréal 1976, due volte medaglia d'argento ai Giochi del Mediterraneo e vincitrice di tredici titoli nazionali a livello individuale.
Ha migliorato diverse volte il record italiano dei 100 metri hs, fino a portarlo a 13"24 nel 1976, mantenendolo per 10 anni, prima che venisse battuto da Patrizia Lombardo con 13"19 nel 1986. Il suo tempo resta comunque, quarant'anni dopo, fra le 10 migliori prestazioni italiane di ogni epoca. Vale lo stesso ragionamento sui 60 m hs (record migliorato più volte, mantenuto 10 anni e battuto da Patrizia Lombardo).

## Biografia
In carriera ha collezionato 36 presenze nella Nazionale di atletica leggera dell'Italia (23ª atleta con più presenze in assoluto),  tra cui una partecipazione ai Giochi olimpici estivi e due ai Campionati europei di atletica leggera.
Ha vinto per sette volte consecutive, dal 1972 al 1978, il campionato italiano assoluto sui 100 ostacoli e per cinque volte il campionato italiano indoor sui 60 metri ostacoli.

## Record nazionali
- 60 metri ostacoli: 8"36 ( Milano, 10 febbraio 1976) - sino al febbraio 1986
- 100 metri ostacoli: 13"24 ( Furth, 13 giugno 1976) - sino al luglio 1986

## Progressione
La Ongar è riuscita ad emergere, con i suoi tempi sui 100 m hs, anche a livello internazionale, tanto che in due stagioni è entrata nella top 25 mondiale.

### 100 metri ostacoli
| Stagione | Risultato | Luogo        | Data       | Rank. Mond. |
| -------- | --------- | ------------ | ---------- | ----------- |
| 1976     | 13"24     | Furth        | 13/06/1976 | 14ª         |
| 1975     | 13"56     | Luedenscheid | 12/07/1975 | 25ª         |

## Palmarès
| Anno | Manifestazione            | Sede          | Evento             | Risultato | Prestazione | Note  |
| ---- | ------------------------- | ------------- | ------------------ | --------- | ----------- | ----- |
| 1971 | Giochi del Mediterraneo   | Smirne        | 100 metri ostacoli | Argento   | 14"1        | [ 5 ] |
| 1975 | Giochi del Mediterraneo   | Algeri        | 100 metri ostacoli | Argento   | 13"81       | [ 5 ] |
| 1976 | Giochi olimpici           | Montréal      | 100 metri ostacoli | 8ª        | 13"51       |       |
| 1977 | Campionati europei indoor | San Sebastián | 60 metri ostacoli  | 6ª        | 8"47        |       |

## Campionati nazionali
- Oro ai Campionati italiani assoluti di atletica leggera, 100 metri ostacoli (1972, 1973, 1974, 1975, 1976, 1977 e 1978)
- Oro ai Campionati italiani assoluti di atletica leggera indoor, 60 metri ostacoli (1971, 1972, 1976, 1977, 1978)